# Relaciones Estados Unidos-Santa Sede
Las relaciones Estados Unidos-Santa Sede son las relaciones diplomáticas entre Estados Unidos y la Santa Sede. El principal funcionario de los Estados Unidos es Embajador Calista Gingrich. La Santa Sede está representada por su nuncio apostólico, el arzobispo Christophe Pierre, quien asumió el cargo el 12 de abril de 2016. La Embajada de los Estados Unidos ante la Santa Sede se encuentra en Roma, en la Villa Domiziana. La Nunciatura Apostólica en Estados Unidos se encuentra en Washington D. C., en 3339 Massachusetts Avenue, N.W.

## Historia

### 1797–1867
Los Estados Unidos mantuvieron relaciones consulares con los Estados Papales desde 1797 bajo el presidente George Washington y el Papa Pío VI hasta 1867 y el presidente Andrew Johnson y el Papa Pío IX. Relaciones diplomáticas existió con el Papa, en su calidad de jefe de Estado de los Estados Papales, desde 1848 bajo el presidente James K. Polk hasta 1867 bajo el presidente Andrew Johnson, aunque no en el nivel  embajador. Estas relaciones caducaron cuando, el 28 de febrero de 1867, el Congreso aprobó una legislación que prohibía cualquier financiación futura a las misiones diplomáticas de los Estados Unidos ante la Santa Sede. Esta decisión se basó en el montaje anticatólico en los Estados Unidos, alimentado por la convicción y el ahorcamiento de Mary Surratt, una católica, por participar en la conspiración para asesinar al presidente Abraham Lincoln. Su hijo, John Surratt, también católico, fue acusado de conspirar con John Wilkes Booth en el asesinato. La Iglesia católica le dio un santuario y huyó a Italia, donde se desempeñó como  Zouave Papal. También hubo una acusación de que el Papa había prohibido la celebración de los servicios religiosos protestantes, que antes se celebraban semanalmente en la casa del ministro estadounidense en Roma, dentro de los muros de la ciudad.

### 1867–1984
Desde 1867 hasta 1984, Estados Unidos no tuvo relaciones diplomáticas con la Santa Sede. Varios presidentes designaron personal enviado para visitar periódicamente la Santa Sede para discusiones sobre asuntos humanitarios y políticos internacionales. Director General del Servicio Postal de los Estados Unidos James Farley fue el primero de estos representantes. Farley fue el primer funcionario gubernamental de alto rango en normalizar las relaciones con la Santa Sede en 1933, cuando el director general de Correos se embarcó en Europa, junto con el Comisario de Asuntos Exteriores Soviético Maxim Litvinov en el Liner SS Conte Di Savoia italiano "Count of Saboya." En Italia, Farley tuvo una audiencia con el Papa Pío XI y una cena con el Cardenal Pacelli, quien sucederá al papado en 1939. Myron Charles Taylor sirvió a los Presidentes Franklin D. Roosevelt y Harry S. Truman desde 1939 hasta 1950.
Presidents Nixon, Ford, Carter, and Reagan also appointed personal envoys to the Pope.  Also, all of these presidents, in addition to Truman, Eisenhower, Kennedy, Johnson, y todos los presidentes posteriores, junto con las primeras damas vestidas con vestidos negros y velos, han buscado la bendición papal, por lo general durante los primeros meses de sus administraciones, y por lo general viajan al Vaticano para hacerlo.
El 20 de octubre de 1951, el presidente Truman nominó al exgeneral Mark W. Clark como Emisario de los Estados Unidos ante la Santa Sede. Más tarde, Clark retiró su nominación el 13 de enero de 1952, luego de las protestas de los grupos el  Senador Tom Connally (D-TX) y Protestante. La prohibición oficial duró hasta el 22 de septiembre de 1983, cuando fue derogada por la "Ley Lugar".
La Santa Sede ha sido históricamente acusada de no ser estadounidense, al menos hasta la presidencia de John F. Kennedy (ver Americanismo (herejía), nativismo y anticatolicismo en los Estados Unidos). La mayor parte de la acusación se encuentra en el libro de Paul Blanshard, "American Freedom and Catholic Power", que atacó a la Santa Sede alegando que era una institución peligrosa, poderosa, extranjera y no democrática.

### 1984–presente

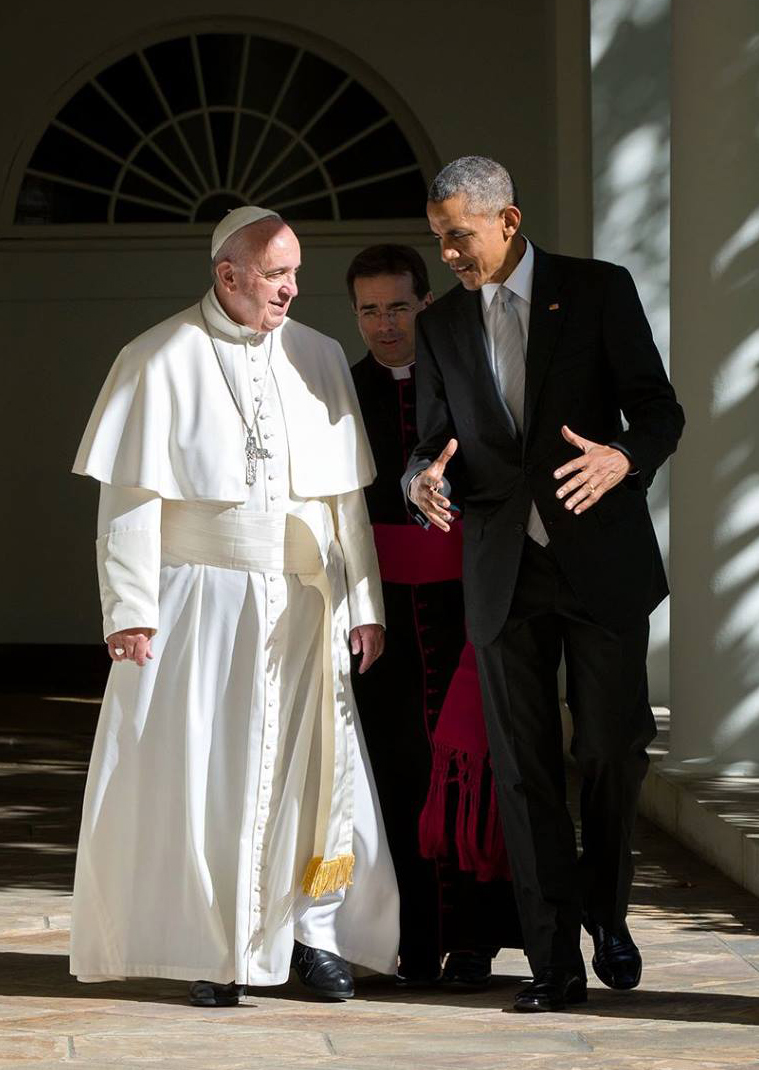
Papa Francisco y el presidente Barack Obama en la Casa Blanca en 2015.

Los Estados Unidos y la Santa Sede anunciaron el establecimiento de relaciones diplomáticas el 10 de enero de 1984. En contraste con el largo historial de fuerte oposición nacional, esta vez hubo muy poca oposición por parte del Congreso, los tribunales y los grupos protestantes. El 7 de marzo de 1984, el Senado confirmó a William A. Wilson (diplomático) como el primer embajador de los Estados Unidos ante la Santa Sede. El embajador Wilson había sido enviado personal del Papa Reagan al Papa desde 1981. La Santa Sede nombró al Arzobispo Pio Laghi como el primer Nuncio apostólico (equivalente a embajador) de la Santa Sede ante los Estados Unidos. El Arzobispo Laghi había sido delegado apostólico de Juan Pablo II en la Iglesia católica en los Estados Unidos desde 1980. Relaciones entre el presidente Ronald Reagan y El Papa Juan Pablo II estuvo cerca, especialmente debido a su anticomunismo compartido y su gran interés en expulsar a los soviéticos de Polonia.
Además, los dos hombres forjaron un vínculo común por haber sobrevivido a intentos de asesinato con solo seis semanas de diferencia en la primavera de 1981.
Tras los ataques del 11 de septiembre y el comienzo de la guerra contra el terrorismo de los EE. UU. a partir de 2001, la Santa Sede ha criticado la guerra contra el terrorismo en general, y ha sido particularmente crítico con las políticas de Estados Unidos en Irak. El 10 de julio de 2009, el presidente Barack Obama y el Papa Benedicto XVI se reunieron en Roma. Una reubicación planificada de la embajada de los Estados Unidos ante la Santa Sede en el mismo lugar que la embajada de los Estados Unidos en Italia provocó críticas de varios exembajadores de los Estados Unidos. El 27 de marzo de 2014, Obama y Papa Francisco se reunieron en Roma; esto fue seguido por la visita del Papa Francisco 2015 a América del Norte en septiembre de 2015, donde, después de visitar Cuba, vino a los Estados Unidos y participó en el Encuentro Mundial de las Familias en Filadelfia, y también visitó Washington D. C., y ciudad de Nueva York.

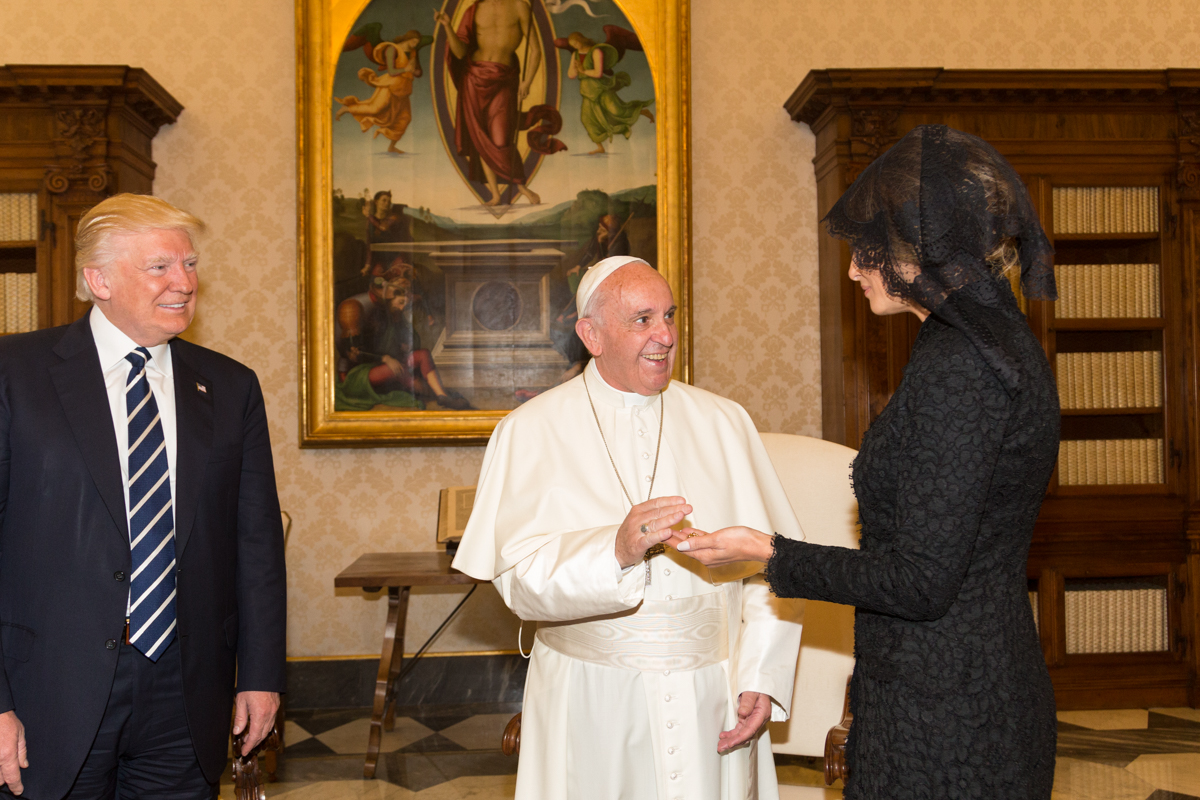
Presidente de los Estados Unidos Donald Trump y primera dama Melania Trump reunidos con el Papa Francisco, miércoles 24 de mayo de 2017, en Ciudad del Vaticano.

En junio de 2015, los Estados Unidos y la Santa Sede concluyeron su primer acuerdo intergubernamental que tiene como objetivo reducir la evasión fiscal en el extranjero mediante el intercambio automático de información fiscal.